# 타라 스펜서 네이른

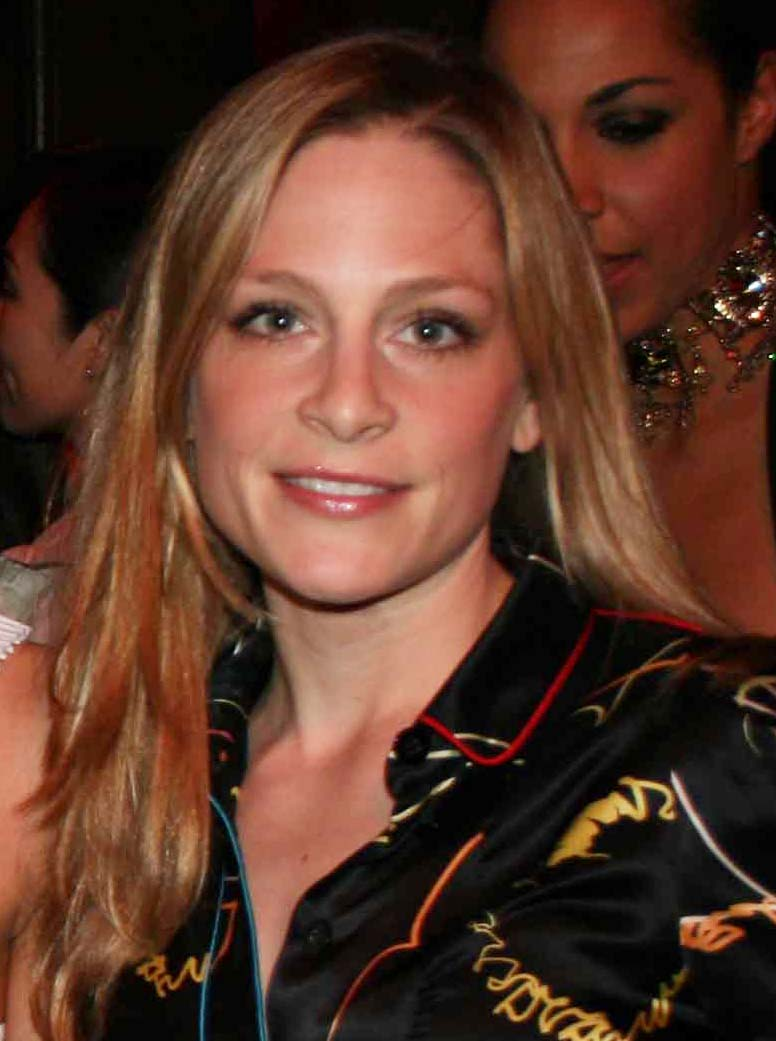

타라 스펜서 네이른(Tara Spencer-Nairn, 1978년 1월 6일 ~ )은 캐나다의 텔레비전 배우, 배우이다.
몬트리올에서 태어났다.

## 방송
- 리스너 4

## 영화
- 시리얼라이즈드 (2016년)
- 리스너 5 (2014년)
- 몬스터스 플레이그라운드 (2013년) - 멜리사 역
- 리스너 3 (2012년) - 샌디 역
- 파이널 드래프트 (2007년)
- 빅 스펜더 (2003년)
- 위시마스터 4 (2002년)
- H-E 더블 하키 스틱스 (1999년)
- 뉴 워터포드 걸 (1999년)
- 돈 룩 다운 (1998년)
- 제3의 눈 (1995년)